# André Francis
André Francis (* 16. Juni 1925 in Paris; † 12. Februar 2019) war ein französischer Musikjournalist, Jazzautor und Jazzproduzent.

## Schaffen
Francis war ursprünglich Schauspieler, der kleinere Rollen in der Comédie-Française und am Theater Folies Bergère spielte. Er ist ein in Frankreich sehr populärer Radiomoderator für Jazz und galt als Monsieur Jazz des staatlichen französischen Radios, mit einer Karriere beginnend um 1948 bis zu seinem Ruhestand 1996 mit zeitweise über 200 Sendungen pro Jahr. 1959 überzeugte er ORTF „Live Jazz“ aus Clubs und Konzertsälen zu übertragen. In den 1950er Jahren moderierte er mit Lucien Malson Jazz bei France IV (heute France Musique). Von 1964 bis 1996 war er Leiter der Jazzsparte von France Musique. In dieser Zeit ließ er oft eine Jazzveranstaltung „Live“ übertragen und diskutierte anschließend mit französischen Jazzexperten wie Boris Vian, Frank Ténot, Charles Delaunay, André Hodeir über das Konzert.
Er übertrug von wichtigen französischen Jazzfestivals und Clubs und organisierte Konzerte, zum Beispiel mit Coleman Hawkins, Miles Davis, John Coltrane. Nach eigenen Worten kannte er alle großen Jazzmusiker in Frankreich und den USA persönlich, bis auf Jelly Roll Morton, Fats Waller und Art Tatum. Anlässlich seines Rückzuges organisierte er 1987 beim französischen Radio seine zehntausendste Jazzkonzertaufnahme.
Francis war der Autor des über lange Zeit populärsten Jazzbuchs in Frankreich, Jazz, das zuerst 1958 erschien. In den 2000er Jahren war er mit dem Ethnomusikologen und Filmkomponisten Jean Schwarz (* 1939) für die Edition der CD „Reissue“-Reihe Les Trésors du Jazz bei den Musiklabels Le Chant du Monde und Harmonia Mundi verantwortlich. Die Aufnahmen dazu stammten teilweise aus ihren eigenen umfangreichen Jazzplattensammlungen. Dabei kam ihnen die französische Urhebergesetzgebung entgegen, die Aufnahmen 50 Jahren nach dem Tod eines Künstlers freigibt.